# Mapa de Vesconte Maggiolo
El Mapa de Vesconte Maggiolo es un portulano creado en 1516 en Nápoles por el cartógrafo Vesconte Maggiolo. Este mapa es notable por su detallada representación de las costas del Este de América incluyendo aquello que se bautizó como India, i que hoy día conoce como "West Indies" en el mundo anglosajón. 

## Descripción
El mapa del Vesconte Maggiolo, carta náutica, del tipo carta portulana, con numerosas líneas de rumbos, muestra una amplia extensión geográfica que abarca las costas orientales de América, Europa, África y Asia. Este tipo de mapas eran esenciales para la navegación durante el Renacimiento, proporcionando información crucial sobre las rutas marítimas y puertos. 

## Historia
Vesconte Maggiolo (1478 – muerto después de 1549) fue un destacado cartógrafo italiano, nacido en Génova. En 1511, se trasladó a Nápoles, donde produjo varios atlas náuticos. Su trabajo es conocido por la precisión y el detalle, características que se reflejan en su mapa de 1516. En 1527 dejó un mapa que describe los viajes de Verrazzano . Este mapa tuvo un error importante (muestra un supuesto "Mar Verrazzano" con su "Istmo Verrazzano", tal como Verrazzano describió "incorrectamente" el continente estadounidense). Este error siguió apareciendo en mapas durante más de un siglo. Una copia de este mapa de 1527 fue destruida durante la Segunda Guerra Mundial. 

## Características
- Fecha de creación : 1516
- Material : Pergamino
- Dimensiones : Aproximadamente 100 x 60 cm
- Contenido : Representa las costas desde América del Este hasta la India, incluyendo detalles de islas, puertos y rutas marítimas.

## Importancia
El mapa de Maggiolo es un ejemplo significativo de la cartografía renacentista. Su precisión y detalle ayudaron a los navegantes de la época a explorar y comerciar de forma más efectiva. Además, este mapa es una valiosa fuente histórica que ofrece una visión de cómo se entendía el mundo en el siglo XVI.

El mapa original se conserva en la Biblioteca Ambrosiana de Milán, Italia. Pese a los daños sufridos durante la Segunda Guerra Mundial, se han realizado reproducciones que permiten su estudio y apreciación.

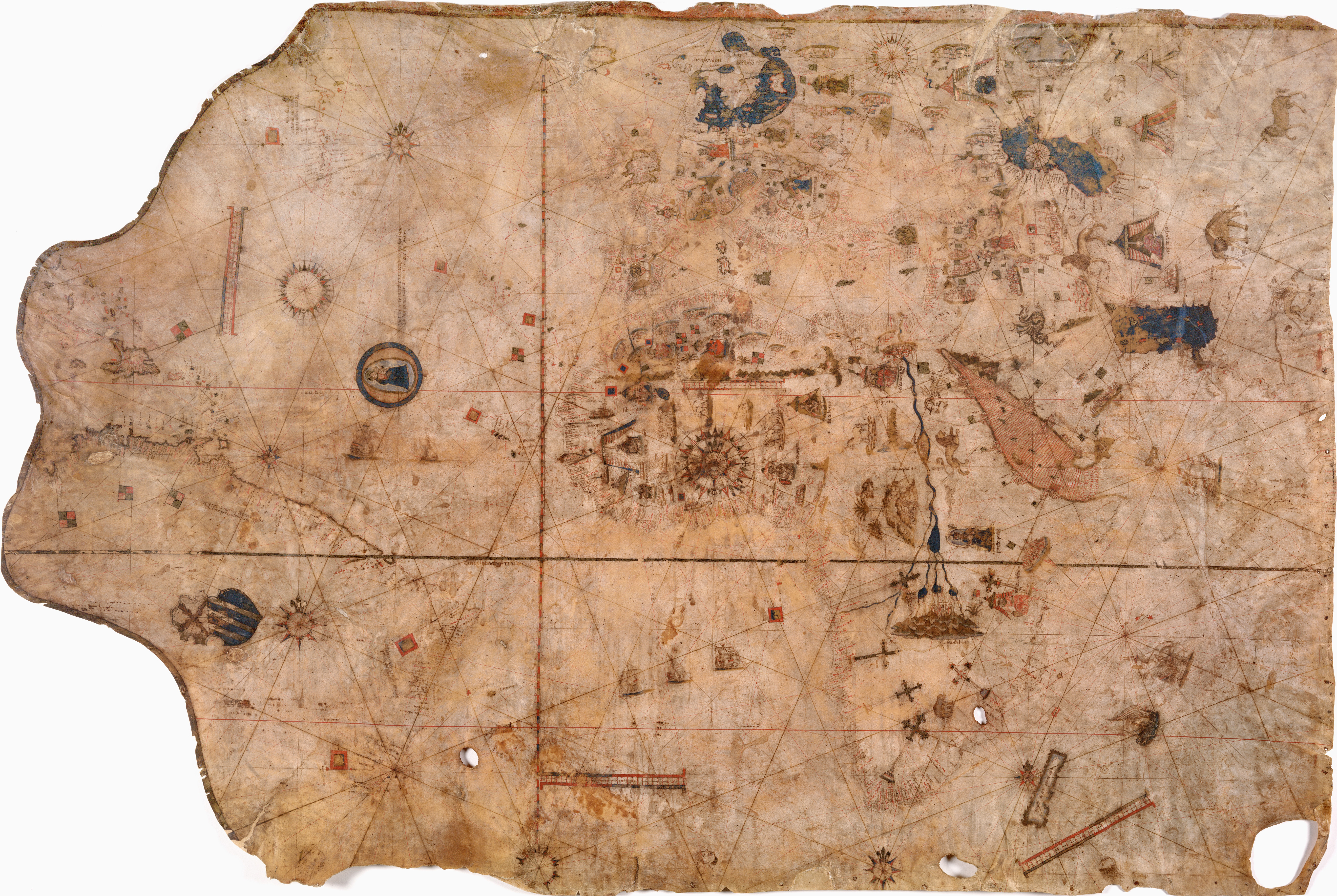
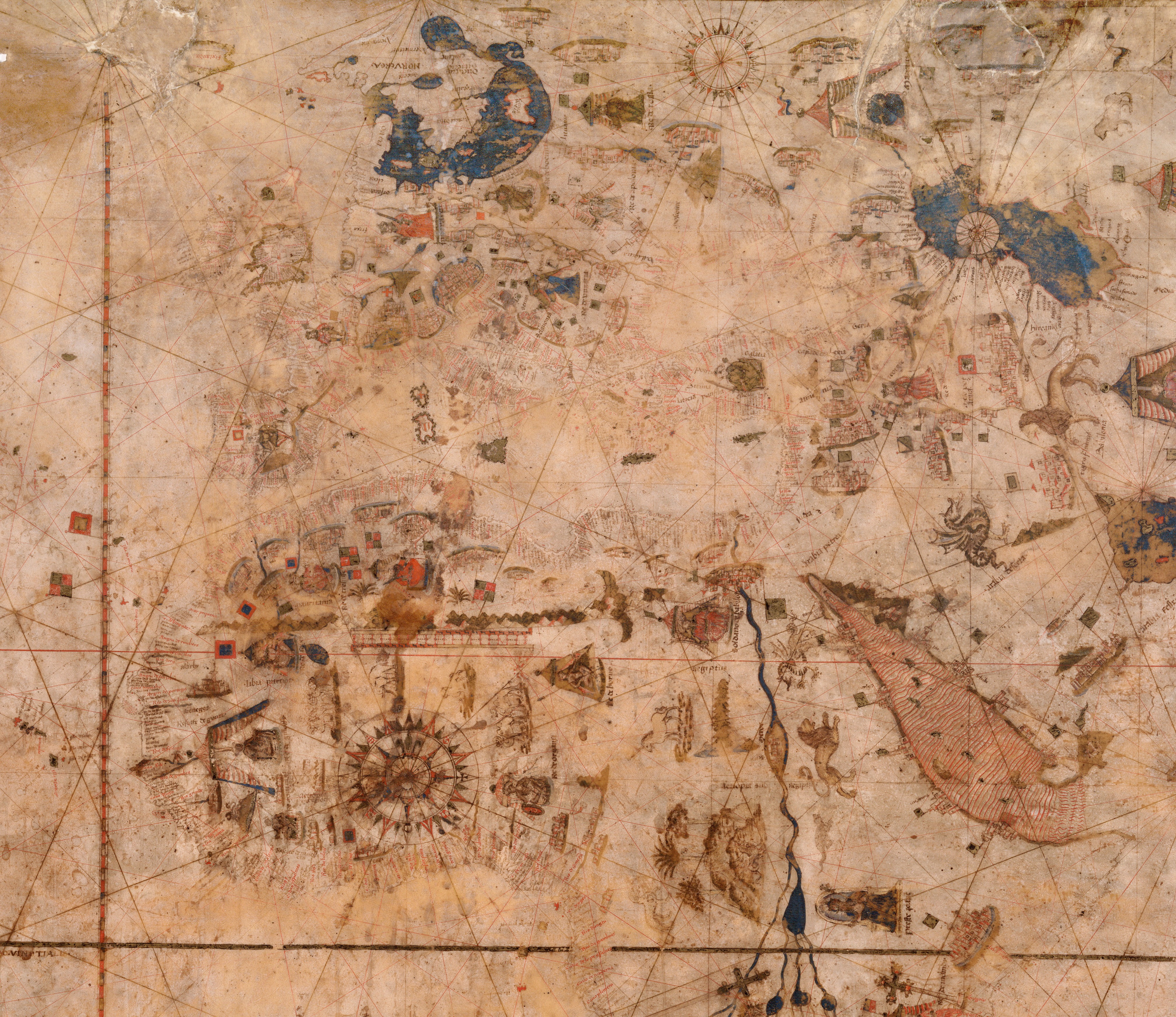
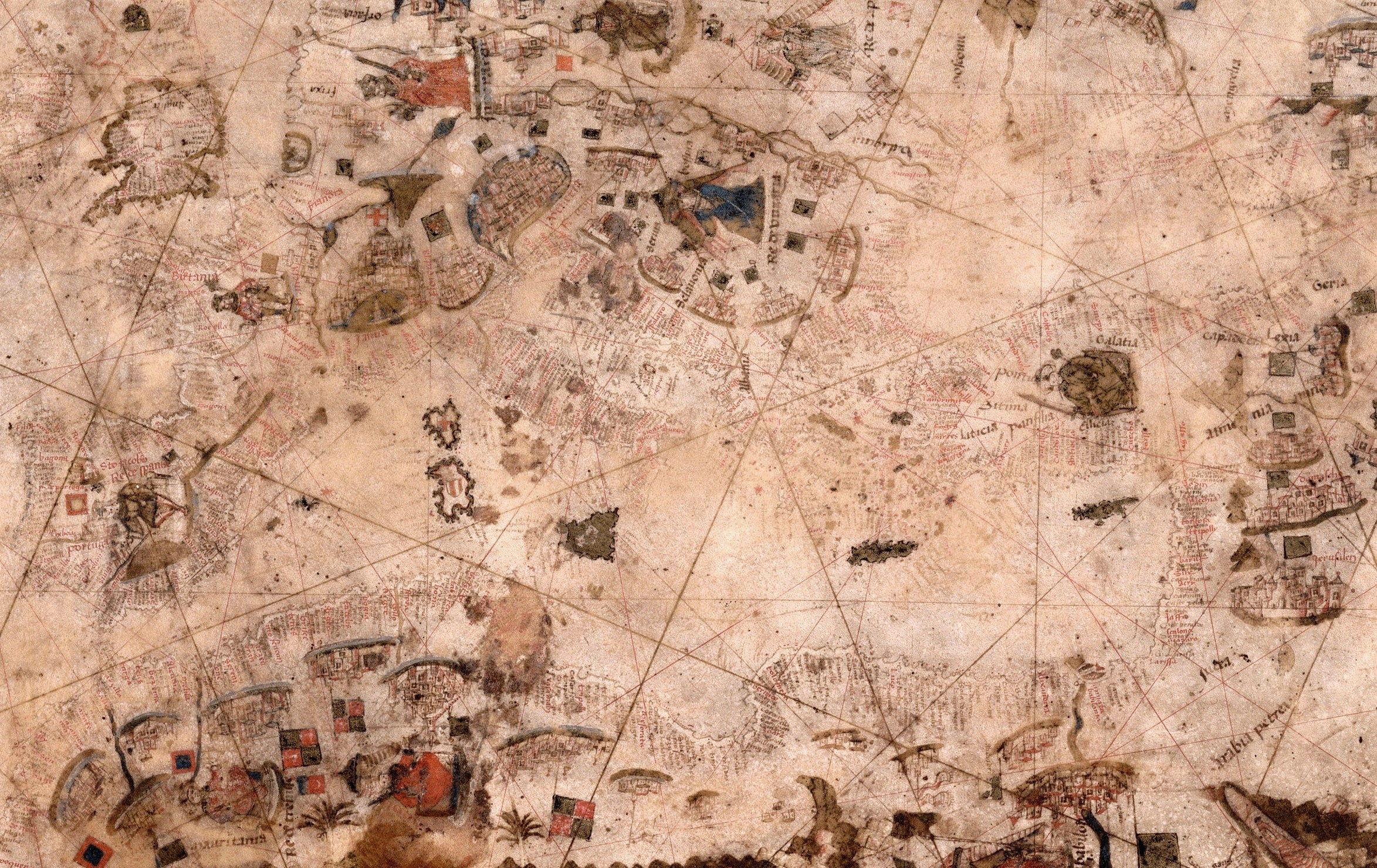
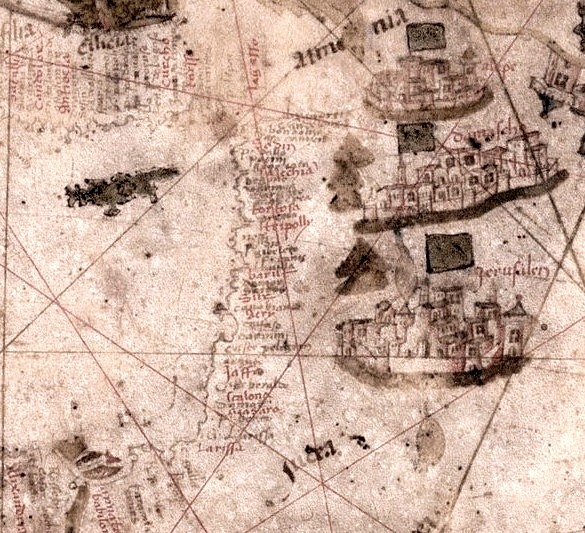